# Чиньонов Максим Іванович
Максим Іванович Чиньонов (рос. Максим Иванович Чинёнов; нар. 6 жовтня 1972) — російський та український футболіст та футзаліст, захисник та нападник.

## Життєпис
Вихованець СДЮШОР московського ЦСКА. Виступав за московський футзальний клуб «Діна-МАБ». У 1992 році в складі клубу СК «Одеса» дебютував у Вищій лізі України, де зіграв 2 матчі, ще 2 поєдинки провів у Кубку України.
Потім у другій половині 1992 року виступав за команду «ЗС-Оріяна», знову провів 2 гри. У 1993 році поповнив ряди «Кубані», у складі якої теж провів лише 2 матчі. Футбольну кар'єру завершив у молодому віці, після чого виступав з московський футзальний клуб «Чертаново». у 1997 році захищав кольори московського клубу «Олімпік спорт» у Першості Росії серед КФК.